# Rock Hudson
Rock Hudson (eredeti nevén Roy Harold Scherer) (Winnetka, Illinois, 1925. november 17. – Beverly Hills, Kalifornia, 1985. október 2.) négyszeres Golden Globe-díjas amerikai színész. Az 1960-as, 1970-es évek férfiideálja volt. Rejtegette homoszexualitását, amire csak nem sokkal AIDS okozta halála előtt derült fény.

## Élete

### Korai évek
A Michigan tó partján fekvő Winnetkában született, Chicagótól északkeletre. Apja, idősebb Roy Scherer autószerelőként dolgozott, anyja az ír gyökerekkel rendelkező Katherine Wood volt, aki meghatározó szerepet töltött be a család életében. Roy szüleinek egyetlen gyermeke volt. Az 1929-es gazdasági válságban apja elhagyta családját kaliforniai munka reményében. 1934-ben az anyja elvált apjától és alig egy évre rá újra férjhez ment Wallace „Wally” Fitzgeraldhoz. Az új férj és mostohaapa korábban a tengerészetnél dolgozott. Szerette az italt és meglehetősen erőszakos természetű volt, emiatt nemigen kapott munkát, egy ipari telepen lapátolt szenet. A fiút nemcsak érzelmileg de fizikailag is bántalmazta.
Roy Fitzgerald 1935-ben újságkihordásba kezdett. A 30-as évek végén Roy anyja két helyen dolgozott, hogy fenntartsa családját. Hétköznaponként telefonos operátor volt, hétvégenként pedig a Teatro de Lagóban dolgozott jegyszedőként. Roy így került először kapcsolatba a filmes világgal. Amikor 1937-ben bemutatták a Hurrikán (The Hurricane) című filmet, Dorothy Lamour és Jon Hall főszereplésével, akkor döntött úgy, hogy ő is színész lesz.
1939-ben kezdte meg tanulmányait a winettkai New Trier középiskolában. A 15 éves fiú 180 cm magas volt és feltűnően jóképű, a lányok körberajongták. 1943-ban beállt tengerésznek: az S.S. Lew Wallace nevű hajón teljesített szolgálatot. A következő két évben a Fülöp-szigeteki Samaron állomásozott, ahol repülőszerelőként szolgált. 1946-ban kitüntetéssel távozott a katonaságtól és visszatért Winettkába.

### Színészi pályája

#### Kezdetek
1947-ben Kaliforniába utazott, hogy színészként dolgozhasson; meglehetősen furcsa módot választott arra, hogy felfedezzék; nap mint nap filmstúdiók előtt álldogált és „pózolt”. Közben porszívóügynökként dolgozott, majd kamionsofőrnek állt. Egyik útja során felfigyelt a Los Angelestől 30 km-re lévő Long Beach-i homoszexuális közösségre (Villa Riviera). Itt ismerkedett meg a korábban a szórakoztatóiparban dolgozó Kenneth G. Hodge-dzsal, aki az ügynöke lett. Új nevet találtak ki. Beköltöztek Hollywood Hillsre.
Egy partin ismerkedett meg Henry Willsonnal, aki nemsokára átvette az ügynöki szerepet.

#### Első szerepei
1948 elején Willson bemutatta Rockot Raoul Walshnak. 1948-ban bemutatott Fighter Squadron című háborús drámában kapott aprócska szerepet Robert Stack és Edmond O’Brien mellett. A szerep eljátszásához nem színészi kvalitásit mérlegelte a rendező hanem Hudson megnyerő kinézetét. A film egy másik szereplője Jack Larson szerint annyira zavarban volt, hogy az ajtón sem tudott rendesen bejönni, szövegét sem tudta tisztességgel elmondani, újra és újra, összesen 38-szor kellett felvenni a jelenetet. A nem túl szerencsés debütálás elkeserítette az ifjú színészt de nem adta fel és elkezdett színi órákat venni.
A Universal stúdió 1949-ben heti 125 $-os fizetéssel szerződtette, majd a Peggy (1950) és a The Desert Hawk (1950) című filmekben tűnt fel először nagyobb szerepekben. Ezekben az időkben is tovább képezte magát, dráma-tánc-és beszédórákat vett. 
Az ötvenes évek elején kis szerepeket kapott 11 filmben. Ezek a filmek nem tartoznak legjobbjai közé. Ilyen filmek voltak a I Was a Shoplifter (1950), a Tomahawk (1951), a Bright Victory (1951), a Taza, vagy a Son of Cochise (1954).

#### Az áttörés
1952-ben a Folyó mentén című filmben vállalt szerepet. Az igazi áttörés csak egy év múlva következett be, amikor is főszerepet kapott a Nagyszerű rögeszme (Magnificent Obsession) című filmben. Az 1954-ben bemutatott alkotás az év egyik legnagyobb bevételét produkálta. Hudson nagyszerűen formálta meg a romantikus hős, Bob Merrick figuráját. A film hatalmas sikere után a Universal megemelte fizetését, a korábbi heti 125 $-ről, 1250 $-ra.
Hudsont 1955-ben felkérést kapott az Óriás (Giant) című film eljátszására, amelyben többek között James Dean és Elizabeth Taylor volt a partnere. Rock egy erős, de halk szavú texasi farmert alakított, aki beleszeret a Liz Taylor által alakított déli szépségbe. A filmet 1956-ban mutatták be és Hudson alakítását Oscar-díjra jelölték.
1957-ben a Búcsú a fegyverektől című filmben játszott. Később ezt élete legrosszabb választásának tartotta.
1959-ben, a Párnacsaták (Pillow Talk) című filmben Doris Day volt a partnere. A film nagy siker lett. A Jer vissza, szerelmem! (Lover Come Back) című 1961-es filmben újra együtt álltak a kamerák elé. Hudson egy nőcsábászt játszott, akinek úgy kellett tenni a női főszereplő előtt, mintha tapasztalatlan és félénk lenne. Egy heteroszexuális férfit alakított, aki úgy tesz, mintha meleg lenne, hogy elnyerje a kívánt nő kegyét, mindezt úgy, hogy a való életben a színész homoszexuális volt.
1960-ban, megalapította saját filmes cégét. Olyan sikerekre és ezzel együtt vagyonra tett szert, amiből szép házat vehetett magának. 12 évnyi együttműködés után szakított ügynökével, Henry Willsonnal.
1961-ben Kirk Douglas partnere volt az Az utolsó napnyugta (The Last Sunset) című filmben.

#### Leszállóágban
1966-ban végre drámai szerepet játszhatott. Ez John Frankenheimer Második lehetőség című filmjében Antiochus „Tony” Wilson szerepe volt, aki a plasztikai sebészetnek köszönhetően lehetőséget kap egy másik életre. A filmet a cannes-i bemutatóján a nézők kifütyülték. A film sikertelensége megtörte Hudson karrierjét. 1968-ban elvállalta Blake Edwards rendező Darling Lili c. zenés filmjének egyik főszerepét, partnernője Julie Andrews lett. A film egy első világháborús szerelmi történet volt.
1970-ben a McMillan & Wife című tévésorozatban egy San Franciscó-i nyomozót alakított. A sorozat nagy siker volt. Főszerepet kapott Michael Anderson rendező 1980-as tévé-minisorozatában, a Marsbéli krónikákban, amely Ray Bradbury világhírű regénye alapján készült.
A mozivásznon az 1980-ban készült A kristálytükör meghasadt c. Agatha Christie-krimiben szerepelt, majd visszatért a televíziózáshoz. Egy új sorozatban újra detektívet alakított (The Devlin Connection). Az egész filmipart érintő sztrájk miatt azonban a sorozat középszerű lett és hatalmasat bukott, mindössze 13 részt élt meg.
A karrierje és egészsége is mélypontra jutott, a napi 3 doboz cigaretta, a sok alkohol és a nehéz ételek miatt állandóan mellkasi fájdalmai voltak, végül bypass műtétet kellett végrehajtani rajta 1981 novemberében.

### Utolsó évei

Rock Hudson a Reagan házaspárral

Ügynöke szerepet szerzett Hudsonnak a A nagykövet (The Ambassador) című 1984-es filmben. Az izraeli forgatások alatt a színész sokat gyengélkedett. Az orvos megállapította, hogy AIDS-es. Hudson nem hitte el, hogy halálos beteg. Az ivással és cigarettázással sem hagyott fel, így immunrendszere még jobban legyengült. 1984-ben Las Vegasba utazott a Két legyet egy csapásra (The Vegas Strip War) című film forgatására. A filmben Sharon Stone volt a partnere.
Utána Párizsban kezeltette magát. A kezelés azonban legyengítette szervezetét. A három hónapos kezelést nem várta végig a Dinasztia (Dynasty) című szappanopera miatt. A Dinasztiában egy lótenyésztőt alakított, ám memóriája és testi frissessége már a múlté volt.
1985-ben Doris Day felkérte, hogy szerepeljen talk-showjában. Hudson ekkor már csak árnyéka volt egykori önmagának, a színésznő ezt látva kérte, hogy kezeltesse magát. Hudson júliusban Párizsba repült, de már túl késő volt. Párizsban rosszul lett, szállodája halljában elájult és kórházba került. 1985. július 25-én hozták nyilvánosságra egész életén át rejtegetett titkát és betegségét. 1985 júniusában visszarepült az Egyesült Államokba és befeküdt a Los Angeles-i USLA kórházba. Augusztusban visszatért coldwateri otthonába, ahol október 2-án elhunyt. A színészt a Grand View Memorial Parkban hamvasztották el, hamvait a Csendes-óceánba szórták.

### Magánélete
Pályája a Nagyszerű rögeszme után egyre feljebb ívelt, magazinok címlapjain szerepelt, rajongói levelek ezreit kapta és így egyre nehezebb volt titokban tartani homoszexualitását. A Confidental című pletykalap felfedte, hogy Rock Hudson homoszexuális. Willson megbízásából az újságírót félholtra verték, aki erre odaadta a bizonyítékokat, amit azonnal elégettek.
Ezután az ügynök, Willson azt tanácsolta, hogy a további botrányok elkerülése érdekében Hudson nősüljön meg. A feleség Hudson titkárnője, Phyllis Gates lett. A házasságkötésre 1955. november 9-én került sor. A házasság kezdeti időszaka után a férfi napokra eltűnt, durva és erőszakos volt fizikailag is.
Miközben Hudson a Búcsú a fegyverektől című filmet forgatta, felesége hepatitisszel került kórházba. Ezután nem sokkal vált számára is nyilvánvalóvá, hogy férje meleg. 1958-ban beadta a válókeresetet. A válás után az asszonyból sikeres lakberendező lett.

### Események halála után
Egy hónappal Hudson halála után Marc Christian a színész 14 millió dolláros birtokát követelte a bíróságtól kártérítésként, arra hivatkozva, hogy szexuális kapcsolata volt Hudsonnal anélkül, hogy betegségéről tudott volna. 3 év múlva született ítélet, amelyben Marc Christiannek odaítélték Hudson 14 millió dollár értékű birtokát, valamint ezen felül 21,75 millió kártérítést is megítéltek a férfinak. Fellebbezés után a legfelsőbb bíróság a pénzbeli kártérítés összegét 5,5 millió dollárra csökkentette, elfogultságra hivatkozva.

## Díjai
- Oscar-díj:

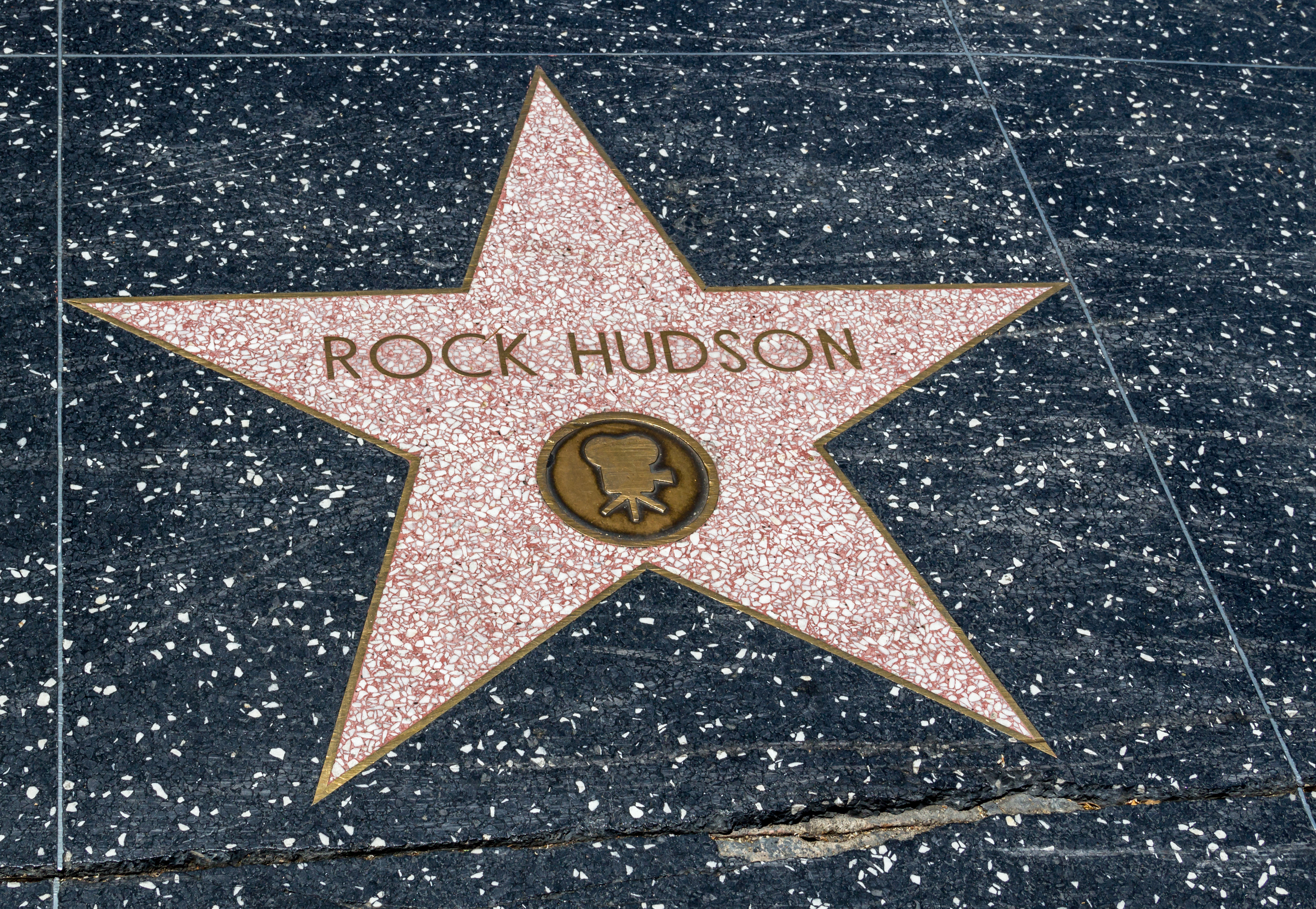
Rock Hudson csillaga a Hollywoodi hírességek sétányán

Jelölés, Legjobb színész, Óriás, 1956
- Golden Globe-díj

Legjobb színész 1959, 1960, 1961 (megosztva Tony Curtissel) és 1963

## Filmjei
- Óriás 1956 (Benedict szerepében)

## További információ
- Rock Hudson a PORT.hu-n (magyarul)
- Rock Hudson az Internetes Szinkronadatbázisban (magyarul)
- Rock Hudson az Internet Movie Database-ben (angolul)
- Rock Hudson a Rotten Tomatoeson (angolul)